# Masoumeh Aghapour Alishahi
Masoumeh Aghapour Alishahi (persan : معصومه آقا پور علیشاهی), née en 1969 à Téhéran, est une femme politique iranienne.
Elle siège au Parlement iranien.